# Allium artemisietorum
Allium artemisietorum är en amaryllisväxtart som beskrevs av Alexander Eig och Naomi Feinbrun. Allium artemisietorum ingår i släktet lökar, och familjen amaryllisväxter. Inga underarter finns listade i Catalogue of Life.